# Franz von Koller

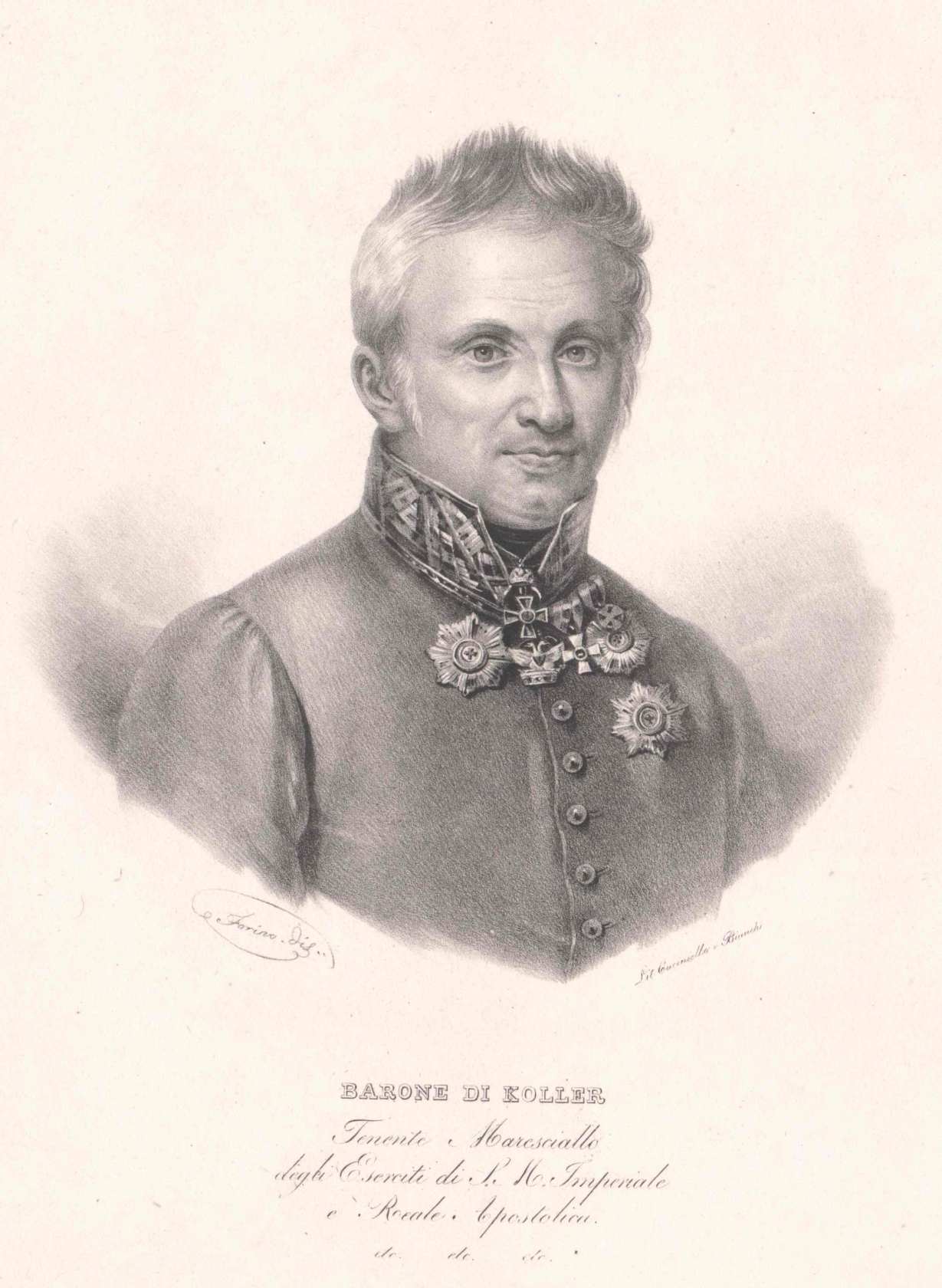
Franz von Koller

Franz von Koller, seit 1809 Freiherr von Koller, (* 27. November 1767 in Münchengrätz; † 22. August 1826 in Neapel) war 1813 Generaladjutant Schwarzenbergs und begleitete 1814 als österreichischer Kommissär Napoleon nach Elba.

## Familie
Franz von Koller war verheiratet mit Johanna von Gränzenstein († 22. November 1866). Das Paar hatte eine Tochter und drei Söhne:
- August (* 25. August 1805; † 25. August 1883), Diplomat, bevollmächtigter Minister am preußischen Hof[2]
- Johanna (* 25. März 1809; † 2. Januar 1891) ⚭ 1833 Graf Karl von Thun und Hohenstein, Feldmarschall-Lieutenant
- Wilhelm (* 5. Juli 1811), k. k. Generalmajor
- Alexander (* 3. Juni 1813; † 29. Mai 1890) ⚭ Auguste von Raymann (* 29. Juni 1819)

Für seine Verdienste erhielt Franz von Koller 1809 das erbliche Freiherrendiplom (siehe auch Koller (österreichische Adelsgeschlechter)). Das Wappen ist längs geteilt, die linke Hälfte ist weiterhin quer geteilt. Das rechte Feld zeigt zwei schräglinke rote Balken in Silber. Das linke obere Feld ist von einem sechsstrahligen goldenen Stern in Blau besetzt. Das linke untere Feld ist ein rechtsreitender roter Löwe auf silbernem Grund. Mit seiner rechten vorderen Pranke hält der Löwe einen goldenen Stern.

## Leben
Koller leistete als junger Offizier Generalstabsdienst in den Feldzügen von 1792 bis 1794. 1805 wurde er Oberst im Infanterieregiment Nr. 55 und erwarb 1809 an der Spitze seines Regiments in der Schlacht bei Aspern den Maria-Theresien-Orden. 1813 war er Generaladjutant des Fürsten Schwarzenberg. Seine außergewöhnlichen Sprachkenntnisse, sein gewinnendes Wesen und seine hohe Intelligenz erwarben ihm das Vertrauen der verbündeten Monarchen. 1814 musste er als österreichischer Kommissär Napoleon von Fontainebleau nach Elba begleiten. Auf der Fahrt durch das südliche Frankreich war Napoleon wegen der bedrohlichen Haltung der Bevölkerung genötigt, sich zu verkleiden, und er zog Kollers österreichische Generalsuniform an. Anschließend war Koller in weiteren diplomatischen Missionen und als Begleiter des Zaren und des Königs von Preußen tätig. 1821 wurde er nach Neapel entsandt, wo er die letzten fünf Jahre seines Lebens verbrachte und sich dort um die Fortführung der Ausgrabungen in Pompeji sehr verdient machte.